# Robert Taylor (informaticus)

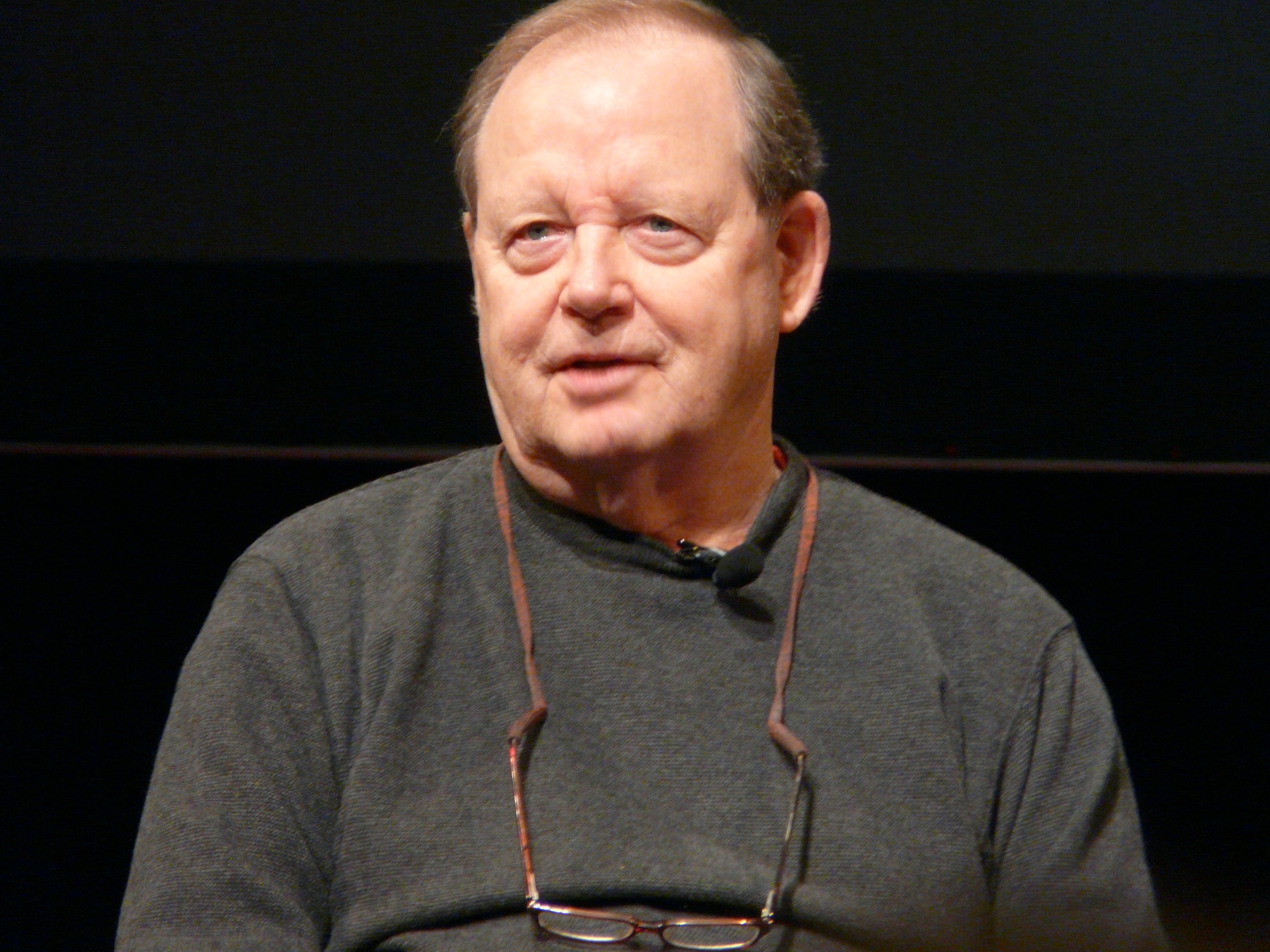
Robert Taylor

Robert William Taylor (Dallas, 10 februari 1932 – Woodside, 13 april 2017) was een Amerikaans computerwetenschapper.

## Loopbaan
Taylor studeerde psychologie. Hij werkte vanaf 1962 voor de NASA. Hij kwam hier onder andere in contact met computerpioniers J.C.R. Licklider en Douglas Engelbart. Taylor zorgde ervoor dat een studie van Engelbart naar mogelijkheden van interactie tussen computers en mensen gefinancierd werd. Dit leidde tot de ontwikkeling van de computermuis.
Vanaf 1965 werkte Taylor voor het Advanced Research Projects Agency (ARPA), waar hij verantwoordelijk was voor de ontwikkeling van ARPANET, het eerste operationele computernetwerk en de voorloper van het internet. In 1970 trad hij in dienst van Xerox, waar hij meewerkte aan de ontwikkeling van de Xerox Alto met de eerste grafische gebruikersomgeving en Ethernet. Vanaf 1983 was Taylor in dienst van Digital Equipment Corporation (DEC). Hij ging in 1996 met pensioen.

## Prijzen en onderscheidingen
In 1999 kreeg Taylor de National Medal of Technology and Innovation, voor "visionair leiderschap bij de ontwikkeling van moderne computerwetenschappen, inclusief computernetwerken, de personal computer en de grafische gebruikersomgeving". In 2004 werd hij met een aantal voormalige collega's onderscheiden met de Charles Stark Draper Prize voor zijn werk aan de Xerox Alto.

## Overlijden
Robert Taylor overleed in 2017 op 85-jarige leeftijd in zijn woonplaats Woodside in Californië.